# Toxorhina nympha
Toxorhina nympha là một loài ruồi trong họ Limoniidae. Chúng phân bố ở miền Australasia.